# ريان وينتل
ريان وينتل (بالإنجليزية: Ryan Wintle)‏ هو لاعب كرة قدم بريطاني في مركز الوسط، ولد في 13 يونيو 1997 في إنجلترا في المملكة المتحدة. لعب مع نادي كرو ألكساندرا.

## وصلات خارجية
- ريان وينتل على موقع قاعدة بيانات كرة القدم.إي يو (الإنجليزية)
- ريان وينتل على موقع Soccerbase.com (لاعب) (الإنجليزية)
- ريان وينتل على موقع Soccerway.com (الإنجليزية)